# Når de små synger
|  | Denne artikel er oprettet af botten PalnaBot ud fra en ekstern database. Den kan derfor have sproglige fejl eller mangler. Denne skabelon kan fjernes efter kontrol af indholdet. |

Når de små synger er en film instrueret af Anja Dalhoff efter manuskript af Anja Dalhoff.

## Handling
En film om, hvordan musikken indgår i 0-6 årige børns hverdag. Hvordan deres medfødte musikalske evner bygges op af forældre og pædagoger, dog uden at fjerne det improvisatoriske fra børnene.